# Sinosuthora
Sinosuthora — рід горобцеподібних птахів родини суторових (Paradoxornithidae). Представники цього роду мешкають в Східній і Південно-Східній Азії. Раніше їх відносили до роду Сутора (Paradoxornis). однак за результатами молекулярно-генетичного дослідження вони були переведені до новоствореного роду Psittiparus.

## Види
Виділяють шість видів:
- Сутора китайська (Sinosuthora conspicillata)
- Сутора сичуанська (Sinosuthora zappeyi)
- Сутора бурокрила (Sinosuthora brunnea)
- Сутора бура (Sinosuthora webbiana)
- Сутора рудокрила (Sinosuthora alphonsiana)
- Сутора рудовола (Sinosuthora przewalskii)

## Етимологія
Наукова назва роду Sinosuthora походить від сполучення слова англ. Sino — китайський з науковою назвою роду Suthora Hodgson, 1837.